# Comuna Dvirți, Sokal
Dvirți (în ucraineană Двірці) este o comună în raionul Sokal, regiunea Liov, Ucraina, formată din satele Dvirți (reședința), Volîțea și Zarika.

## Demografie
Componența lingvistică a comunei Dvirți
     Ucraineană (99,67%)
     Alte limbi (0,33%)
Conform recensământului din 2001, majoritatea populației comunei Dvirți era vorbitoare de ucraineană (99,67%), existând în minoritate și vorbitori de alte limbi.